# Wilhelm Witte (Bergbauingenieur)
Wilhelm Witte (* 7. November 1891 in Wetzlar; † 13. Oktober 1974 ebenda) war Bergwerksdirektor der Fa. Buderus.

## Leben und Wirken
Als Sohn des Kreisbaumeisters Wilhelm Witte und dessen Frau Wilhelmine geboren, studierte Witte in München und an der Bergakademie in Berlin. Unterbrochen wurde das Studium durch seine Teilnahme am Ersten Weltkrieg. 1919 trat er in die Bergverwaltung in Wetzlar ein, wechselte jedoch bereits 1920 zu Buderus. Mit einer Schrift über Die Eisen- und Manganerzlagerstätte bei Ober-Rosbach (vor der Höhe) wurde Witte promoviert. Bei Buderus war er von 1927 bis 1956 Bergwerksdirektor und wurde darüber hinaus 1942 auch in den Vorstand von Buderus berufen.
Witte trat 1920 der Wetzlarer Freimaurerloge Wilhelm zu den drei Helmen bei. Seine Tochter Barbara Lüdemann (* 1922; † 1992) war Mitglied des Deutschen Bundestages.

## Ehrungen
- 1953: Verdienstkreuz des Verdienstordens der Bundesrepublik Deutschland
- 1956: Ehrendoktorwürde (Dr. Ing. h. c.) der Technischen Universität Berlin
- 1957: Ehrendoktorwürde (Dr. rer. nat. h. c.) der Justus-Liebig-Universität Gießen